# Gravesia pulchra
Gravesia pulchra är en tvåhjärtbladig växtart som först beskrevs av Ernest Friedrich Gilg, och fick sitt nu gällande namn av Jacq.-fél. och Gerald Ernest Wickens. Gravesia pulchra ingår i släktet Gravesia och familjen Melastomataceae. Utöver nominatformen finns också underarten G. p. glandulosa.